# Miguel Borja
Miguel Ángel Borja Hernández (ur. 26 stycznia 1993 w Tierralcie) – kolumbijski piłkarz występujący na pozycji napastnika, reprezentant Kolumbii, od 2022 roku zawodnik argentyńskiego River Plate.

## Kariera klubowa
Borja jako nastolatek terminował w akademiach juniorskich klubów takich jak Envigado FC, América Cali czy Deportivo Cali, lecz z różnych powodów nie zdołał zakotwiczyć na dłużej w żadnym z wymienionych zespołów. Szansę na profesjonalny debiut dostał w wieku osiemnastu lat w Deportivo Cali od szkoleniowca Jorge Cruza, kiedy to w czerwcu 2011 wystąpił w spotkaniu krajowego pucharu z drugoligowym Pacífico (1:2). Nie otrzymał jednak propozycji profesjonalnego kontraktu i kilka tygodni później został oddany do niżej notowanej ekipy Cúcuta Deportivo, w którego barwach 17 września 2011 w przegranej 1:2 konfrontacji z Deportivo Pereira zadebiutował w Categoría Primera A. Nie potrafił wywalczyć sobie miejsca w wyjściowym składzie, pełniąc niemal wyłącznie rolę rezerwowego, wobec czego już po sześciu miesiącach udał się na wypożyczenie do drugoligowego Deportivo Tuluá. Tam spędził półtora roku, regularnie pojawiając się na boiskach i wyrobił sobie markę jednego z najzdolniejszych graczy w kraju.
Latem 2013 Borja powrócił do najwyższej klasy rozgrywkowej, na zasadzie wypożyczenia zasilając drużynę CD La Equidad ze stołecznej Bogoty. Tam już w pierwszym występie, 22 sierpnia 2013 w zremisowanym 2:2 meczu z Once Caldas, strzelił premierowe gole w pierwszej lidze, dwukrotnie wpisując się na listę strzelców. Już trzy dni później ponownie zanotował dublet, tym razem w pojedynku z Boyacá Chicó (5:2), a już na początku września za sprawą świetnej formy przeniósł się do beniaminka ligi włoskiej – AS Livorno Calcio, podpisując z nim pięcioletnią umowę. W tamtejszej Serie A zadebiutował 20 października 2013 w przegranym 1:2 spotkaniu z Sampdorią, a ogółem w klubie z Toskanii spędził bardzo nieudany rok – zarówno pod względem drużynowym, jak i indywidualnym. Na koniec sezonu 2013/2014 zajął z Livorno ostatnie, dwudzieste miejsce w tabeli, spadając do drugiej ligi, a on sam pozostawał wyłącznie rezerwowym dla Paulinho, Innocenta Emeghary i Ishaka Belfodila. Łącznie zanotował osiem meczów (wszystkie po wejściu z ławki), nie zdobywając gola.
W lipcu 2014 Borja został wypożyczony do argentyńskiego Club Olimpo z miasta Bahía Blanca, 16 sierpnia 2014 w wygranej 2:1 konfrontacji z Tigre debiutując w argentyńskiej Primera División. Pierwszą bramkę strzelił natomiast 1 września tego samego roku w zremisowanym 1:1 meczu z Lanús (w tym samym spotkaniu strzelił też gola samobójczego), a ogółem barwy Olimpo reprezentował jako podstawowy zawodnik przez pół roku, nie odnosząc poważniejszych osiągnięć. Bezpośrednio po tym powrócił do ojczyzny, gdzie – także na zasadzie wypożyczenia – dołączył do stołecznego Independiente Santa Fe. W 2015 roku dotarł z nim do finału krajowego pucharu – Copa Colombia, wywalczył superpuchar Kolumbii – Superliga Colombiana, a także triumfował w drugich co do ważności rozgrywkach Ameryki Południowej – Copa Sudamericana. Mimo częstych występów i dobrej formy strzeleckiej nie potrafił jednak na stałe przebić się do pierwszej jedenastki i najważniejsze spotkania Santa Fe rozpoczynał głównie na ławce rezerwowych.
Wiosną 2016 Borja po raz drugi został graczem Deportivo Tuluá, tym razem grającego już w pierwszej lidze. Tam spędził fenomenalne półrocze – w wiosennym sezonie Apertura 2016 wywalczył tytuł króla strzelców ligi kolumbijskiej z dziewiętnastoma bramkami na koncie (był to najlepszy wynik od czasu wprowadzenia w Kolumbii półrocznych sezonów), po czym przeszedł do krajowego giganta – klubu Atlético Nacional z siedzibą w Medellín. Z miejsca wywalczył sobie niepodważalną pozycję w wyjściowej jedenastce zespołu prowadzonego przez Reinaldo Ruedę i jako kluczowy piłkarz triumfował z nią w najbardziej prestiżowych rozgrywkach Ameryki Południowej – Copa Libertadores. W rewanżowym meczu finałowym tego turnieju z ekwadorskim Independiente del Valle (1:0) strzelił zwycięską bramkę dla swojej drużyny. W tym samym roku wygrał również z Atlético Nacional puchar Kolumbii (z ośmioma golami został królem strzelców rozgrywek) oraz został najskuteczniejszym graczem Copa Sudamericana (strzelił sześć bramek), a jego ekipa dotarła do finału tego turnieju, przegrywając walkowerem z brazylijskim Chapecoense, którego zawodnicy zginęli tragicznie w katastrofie lotniczej.
W grudniu 2016 Borja wraz z Atlético Nacional wziął udział w Klubowych Mistrzostwach Świata, gdzie jego ekipa odpadła w półfinale z japońskim Kashima Antlers (0:3) i zajęła ostatecznie trzecie miejsce. Ogółem w 2016 roku strzelił 39 goli, co dało mu dziewiąte miejsce na liście najskuteczniejszych piłkarzy świata roku kalendarzowego. Został wówczas wybrany Południowoamerykańskim Piłkarzem Roku w prestiżowym plebiscycie gazety „El País” jako trzeci Kolumbijczyk w historii (po Carlosie Valderramie i Teófilo Gutiérrezie), a także znalazł się w Equipo Ideal de América – najlepszej jedenastce kontynentu. W barwach Atlético Nacional spędził pół roku.
W lutym 2017 Borja za sumę 10,5 miliona dolarów przeszedł do ówczesnego mistrza Brazylii – klubu SE Palmeiras. W Campeonato Brasileiro Série A zadebiutował 14 maja 2017 w wygranym 4:0 pojedynku z CR Vasco da Gama, dwukrotnie wpisując się na listę strzelców.

## Kariera reprezentacyjna
W styczniu 2013 Borja został powołany przez Carlosa Restrepo do reprezentacji Kolumbii U-20 na Mistrzostwa Ameryki Południowej U-20. Na argentyńskich boiskach rozegrał osiem z dziewięciu możliwych spotkań (lecz tylko trzy w wyjściowym składzie), zdobywając trzy gole w konfrontacji pierwszej rundy z Boliwią (6:0). Jego drużyna triumfowała natomiast w tych rozgrywkach, zostając młodzieżowym mistrzem kontynentu. Cztery miesiące później wziął udział w prestiżowym towarzyskim Turnieju w Tulonie, podczas którego wystąpił we wszystkich pięciu meczach (w jednym w pierwszej jedenastce) i strzelił po bramce w konfrontacjach fazy grupowej z Koreą Płd (1:0) oraz DRK (1:0). Wraz z ekipą dotarł wówczas do finału, ulegając w nim Brazylii (0:1). W czerwcu tego samego roku znalazł się w składzie na Mistrzostwa Świata U-20 w Turcji, gdzie jego pozycja nie uległa jednak zmianie – wciąż pozostając rezerwowym dla duetu napastników tworzonego przez Jhona Córdobę i Brayana Pereę, rozegrał dwa z czterech meczów (obydwa po wejściu z ławki). Kolumbijczycy odpadli natomiast z młodzieżowego mundialu w 1/8 finału, ulegając po serii rzutów karnych Korei Płd (1:1, 7:8 k).
W lipcu 2016 Borja znalazł się w ogłoszonym przez Carlosa Restrepo składzie reprezentacji Kolumbii U-23 na Igrzyska Olimpijskie w Rio de Janeiro. Tam wystąpił w trzech z czterech meczów (w dwóch w wyjściowym składzie), tworząc formację ofensywną z graczami takimi jak Teófilo Gutiérrez czy Dorlan Pabón, a jego kadra odpadła z męskiego turnieju piłkarskiego w ćwierćfinale wskutek porażki z gospodarzem i późniejszym triumfatorem – Brazylią (0:2).
W seniorskiej reprezentacji Kolumbii Borja zadebiutował za kadencji selekcjonera José Pekermana, 10 listopada 2016 w zremisowanym 0:0 spotkaniu z Chile w ramach eliminacji do Mistrzostw Świata w Rosji. Premierowe gole w pierwszej kadrze strzelił natomiast 14 listopada 2017 w wygranym 4:0 sparingu z Chinami, dwukrotnie wpisując się na listę strzelców.

## Statystyki kariery

### Klubowe
| Deportivo Cali    | 2011      | Kolumbia  | Primera A        | 0   | 0  | 1  | 0             | —             | —  | —   | 1   | 0  |
| Cúcuta Deportivo  | 2011      | Kolumbia  | Primera A        | 5   | 0  | —  | —             | —             | —  | —   | 5   | 0  |
| Cortuluá          | 2012      | Kolumbia  | Primera B        | 22  | 4  | 5  | 0             | —             | —  | —   | 27  | 4  |
| Cortuluá          | 2013      | Kolumbia  | Primera B        | 11  | 4  | 4  | 2             | —             | —  | —   | 15  | 6  |
| La Equidad        | 2013      | Kolumbia  | Primera A        | 2   | 4  | —  | —             | —             | —  | —   | 2   | 4  |
| Livorno           | 2013–2014 | Włochy    | Serie A          | 8   | 0  | —  | —             | —             | —  | —   | 8   | 0  |
| Olimpo            | 2014      | Argentyna | Primera División | 16  | 3  | —  | —             | —             | —  | —   | 16  | 3  |
| Santa Fe          | 2015      | Kolumbia  | Primera A        | 33  | 10 | 5  | 0             | CL + CS       | 11 | 0   | 49  | 10 |
| Cortuluá          | 2016      | Kolumbia  | Primera A        | 21  | 19 | 3  | 3             | —             | —  | —   | 24  | 22 |
| Atlético Nacional | 2016      | Kolumbia  | Primera A        | 7   | 1  | 6  | 5             | CL + CS + KMŚ | 14 | 11  | 27  | 17 |
| SE Palmeiras      | 2017      | Brazylia  | Série A          |     |    |    |               |               |    |     |     |    |
| Ogółem            |           |           |                  |     |    |    |               |               |    |     |     |    |
| Kolumbia          | Kolumbia  | Kolumbia  | 101              | 42  | 24 | 10 | CL + CS + KMŚ | 25            | 11 | 150 | 63  |    |
| Włochy            | Włochy    | Włochy    | 8                | 0   | —  | —  | —             | —             | —  | 8   | 0   |    |
| Argentyna         | Argentyna | Argentyna | 16               | 3   | —  | —  | —             | —             | —  | 16  | 3   |    |
| Brazylia          |           |           |                  |     |    |    |               |               |    |     |     |    |
| Ogółem            | Ogółem    | Ogółem    | Ogółem           | 125 | 45 | 24 | 10            | CL + CS + KMŚ | 25 | 11  | 174 | 66 |

- CL – Copa Libertadores
- CS – Copa Sudamericana
- KMŚ – Klubowe Mistrzostwa Świata

### Reprezentacyjne
| Kolumbia | Kolumbia | 2016   | — | — | 1 | 0 | — | — | — | 1 | 0 |
| Kolumbia | Kolumbia | 2017   | — | — | — | — | — | — | — | 0 | 0 |
| Ogółem   | Ogółem   | Ogółem | — | — | 1 | 0 | — | — | — | 1 | 0 |